# Martin Margiela

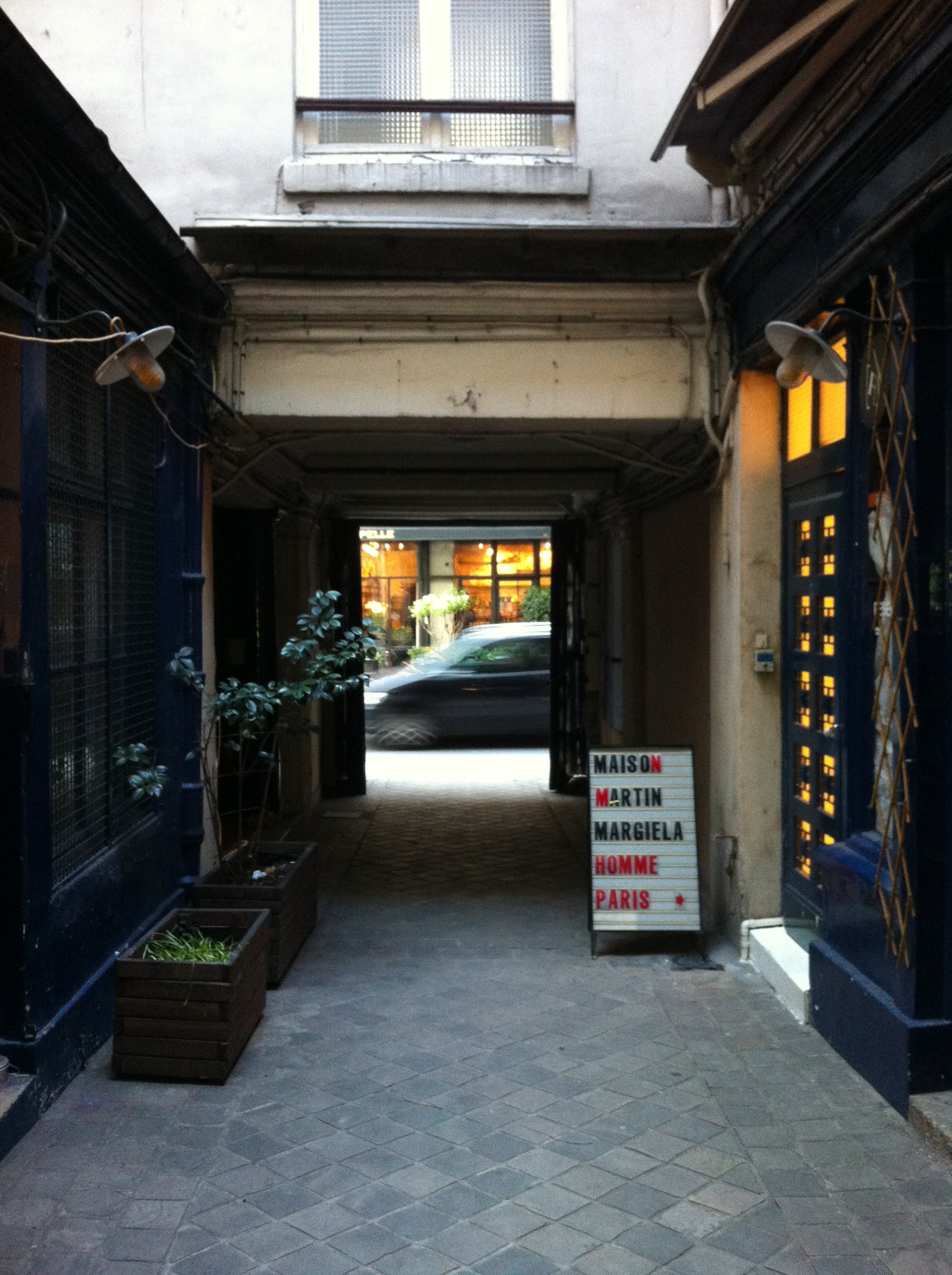
Winkel van Martin Margiela in Parijs

Martin Margiela (Genk, 9 april 1957) is een Belgisch modeontwerper.

## Carrière
In 1979 studeert Margiela af aan de Antwerpse Koninklijke Academie voor Schone Kunsten; een jaar eerder dan de Antwerpse Zes, waar hij vaak mee in verband wordt gebracht. In 2007 krijgt een tentoonstelling over de Antwerpse mode daarom als titel 6+, waarbij het plusteken onder meer de link van Margiela met de groep aangeeft.
In 1984 vertrekt Margiela naar Parijs om daar als assistent-ontwerper voor Jean-Paul Gaultier te werken. In 1987 stopt hij als assistent-ontwerper bij Gaultier. Het jaar daarop werd Maison Martin Margiela een feit en toonde hij zijn eerste eigen collectie.

## Bekende ontwerpen
In 1989 presenteert Margiela voor het eerst zijn object de hoefschoen. Deze schoen heeft de vorm van een hoef, waardoor de punt van de schoen de voet als het ware in tweeën splijt.
In 1994 ontwierp hij een T-shirt met V-hals die hij liet bedrukken met de woorden "There is more action to be done to fight AIDS than to wear this t-shirt but it's a good start." die hij doormiddel van een drukpres liet doorlopen naar de binnenkant van de achterkant. De T-shirt bracht de aandacht op Aids en de opbrengst ging naar de Franse organisatie AIDES.
In 1997 maakt hij een mannequinvest van jute naar analogie van de hoes van een paspop. Een ontwerp uit 1999, de dekbedjas, is een dekbed van ganzendons in de vorm van een jas. Dit object is in 1999 aangekocht door het Centraal Museum in Utrecht.

## Anonimiteit
Margiela laat zich na afloop van een show nooit zien op de catwalk en spreekt zelden met de pers. Deze anonimiteit zou zich vertalen in de stijl van het modehuis door het gebruik van witte labels en cijfers. Ontwerpen worden 'gelabeld' met vier steken, die soms zichtbaar zijn op de achterzijde van het ontwerp. Ook de modellen op de catwalk en in modereportages zijn in anonimiteit gehuld; de ogen zijn afgeplakt met een streep of het gezicht is in zijn geheel bedekt.

## Maison Martin Margiela
In 1988 begint Margiela samen met Jenny Meirens, eigenaresse van een designerlabelboutique in Brussel, Maison Martin Margiela.

## Hermès
In 1997 wordt Margiela aangetrokken als creatief directeur van de vrouwencollectie bij modehuis Hermès. Hij verlaat het modehuis in 2003.

## Margiela in historische context
Sinds oktober 2009 ontwerpt Margiela niet meer voor Maison Martin Margiela. Het merk werd voortgezet door het creatieve team; er was lange tijd geen vervanger voor Margiela aangesteld. In oktober 2014 werd de aanstelling van John Galliano als creatief directeur aangekondigd. Ook werd toen de naam van het merk veranderd naar Maison Margiela.
- CiNii: DA19101637
- Gemeinsame Normdatei: 119548593
- International Standard Name Identifier: 0000 0000 2011 3011
- National Gallery of Victoria: 8997
- Nationale Bibliotheek van Tsjechië: utb2014804245
- Nederlandse Thesaurus van Auteursnamen: 159815452
- RKD-Nederlands Instituut voor Kunstgeschiedenis: 114374
- SNAC: w66d6rm8
- Système universitaire de documentation: 201664933
- Union List of Artist Names: 500380531
- Virtual International Authority File: 824711
- WorldCat: E39PBJdCmRyjTPW8GRrJWFgR8C